# Bigelow (Minnesota)
Bigelow és una població dels Estats Units a l'estat de Minnesota. Segons el cens del 2000 tenia 231 habitants.

## Demografia
Segons el cens del 2000, Bigelow tenia 231 habitants, 87 habitatges, i 62 famílies. La densitat de població era de 234,7 habitants per km².
Dels 87 habitatges en un 42,5% hi vivien nens de menys de 18 anys, en un 62,1% hi vivien parelles casades, en un 9,2% dones solteres, i en un 27,6% no eren unitats familiars. En el 23% dels habitatges hi vivien persones soles el 5,7% de les quals corresponia a persones de 65 anys o més que vivien soles. El nombre mitjà de persones vivint en cada habitatge era de 2,66 i el nombre mitjà de persones que vivien en cada família era de 3,1.
Per edats la població es repartia de la següent manera: un 30,7% tenia menys de 18 anys, un 8,7% entre 18 i 24, un 32,5% entre 25 i 44, un 18,2% de 45 a 60 i un 10% 65 anys o més.
L'edat mediana era de 32 anys. Per cada 100 dones de 18 o més anys hi havia 97,5 homes.
La renda mediana per habitatge era de 32.750 $ i la renda mediana per família de 38.750 $. Els homes tenien una renda mediana de 30.417 $ mentre que les dones 18.125 $. La renda per capita de la població era de 15.227 $. Entorn del 13,2% de les famílies i el 12,2% de la població estaven per davall del llindar de pobresa.

## Poblacions més properes
El següent diagrama mostra les poblacions més properes.